# Roka pravice
Roke pravice oz. tržne roke so bile navadno nameščene na magistratu in predstavljajo simbol krvnega sodstva. Pozneje so pomenile še simbol privilegiranosti mesta ali trga med letnimi sejmi in tržnimi dnevi, ko je bila še posebej zagotovljena kazenskopravna zaščita, sejemski mir je namreč s postroženimi kaznimi prepovedoval nasilje. Vsem, ki bi to kršili, je zagroženo s kaznijo 20 mark v zlatu. Razvilo se je sejemsko sodstvo. Pristojnost deželskega sodnika je prikazana v privilegiju, ki ga je goriški grof 1365 podelil svojemu nižjemu plemstvu v Slovenski Marki, Metliki in Istri, in obsega poleg težjih še male kazenske zadeve, ki so se zgodile na sejmu. Na pomembnejših sejmih pa je delovalo posebno sejemsko sodišče, kot ga pozna Ptujski statut. Sejemska jurisdikcija je obsegala še nekakšno policijo, namenjeno preprečevanju izgredov. Cilj je bil zaščititi življenje in premoženje trgovcev ter kaznovati goljufe. Na Ptuju so se v statutu 1376 odpovedali pravici do tujskega aresta, verjetno, da bi na sejem privabili tujce.
Dolga Gora in Boč tvorita ozek prehod, ki ustvarja pomembno križišče cest in postojanko, iz katere se je razvil Lemberg. Trške pravice je dobil 1244. Trški sodnik je imel pravico do krvnega sodstva, na kar nakazuje roka pravice z mečem, ki je bil včasih pozlačen, potem so ga prodali graškemu muzeju, nadomestil pa ga je lesen. Pirchegger in Žontar pišeta tudi o železni lemberški roki pravice. V 16. st. dobi kraj sejemske pravice. Občina do 1924 ni pobirala davkov, saj je vse potrebe krila z dohodki sejmov. V spomin na nekdanje sejemske, trške in sodne privilegije so se ohranili roka pravice s prvotno sabljo, datirano okoli 1680, sramotilni steber ter ječa. Lemberški rotovž so 2006 razglasili za spomenik lokalnega pomena, 2010 pa prenovili in odprli za obiskovalce. Danes je nanj pritrjena bronasta roka pravice, ki je delo kiparja Mirsada Begića.
Ostale roke pravice na nekdanjih slovenskih tleh so lesene. Nahajajo se v Kranju, Kropi, Novem mestu, Pliberku, Velikovcu, Ljubljani, Laškem in na Ravnah na Koroškem. Ljubljansko hrani Mestni muzej. Na Ravnah na Koroškem so po 1338 ob trških potekali še sodni dnevi. Roko pravice so obešali na pročelje magistrata. V Kranju so bili obiskovalci sejma varni pred pravnim postopanjem v civilnih in manjših kazenskih zadevah. Tržno roko so na mestno hišo izobešali od 15. stoletja naprej. V Laškem so postavitev tržne roke, ki izvira iz 18. stoletja, oznanili s pohodom po mestu, piskačem, bobnarjem in strelom iz možnarja.